# شال (خلخال)
شال هي قرية في مقاطعة خلخال، إيران. عدد سكان هذه القرية هو 1,594 في سنة 2006.